# Leandro Paredes
Leandro Daniel Paredes (* 29. Juni 1994 in San Justo) ist ein argentinischer Fußballspieler. Der Mittelfeldspieler steht bei AS Rom unter Vertrag und ist argentinischer A-Nationalspieler.

## Privatleben
Leandro Paredes ist seit 29. Dezember 2017 mit der Italienerin Camila Galante verheiratet. Zusammen mit ihr hat er einen Sohn, Giovanni Paredes (* 14. November 2016) und eine Tochter, Victoria Paredes.

## Karriere

### Boca Juniors
Leandro Paredes wurde im Partido La Matanza im Ballungsraum Buenos Aires geboren und begann seine fußballerische Laufbahn in der Jugend des Hauptstadtklubs Boca Juniors. Sein Debüt in der ersten Mannschaft der Boca Juniors machte er bei einer 0:2-Niederlage gegen die Argentinos Juniors am 6. November 2010 (13. Spieltag). Dies war jedoch auch sein einziger Saisoneinsatz in der Saison 2011. Am 30. August 2012 wurde er in einem Zweitrundenspiel der Copa Sudamericana gegen den CA Independiente eingewechselt und debütierte somit auf internationaler Ebene. Mit dem Klub erreichte er zuvor in der Saison 2012 das Finale der Copa Libertadores und konnte den Pokal gewinnen, wobei er auf insgesamt vier Einsätze kam. Bei einem 3:1-Sieg fünf Wochen später in der Liga gelang ihm mit seinen ersten beiden Toren im Profibereich sein erster Doppelpack. Mit einem weiteren Doppelpack beendete er die Spielzeit 2012/13 mit vier Treffern in 20 Ligaspielen. Ende des Jahres 2013 kam er für die Boca Juniors zu vier weiteren Ligaeinsätzen, wobei er ein Tor schoss.

### Chievo Verona
Am 29. Januar 2014 wurde er für 18 Monate an den italienischen Erstligisten Chievo Verona verliehen. Nachdem er dort zunächst in der U19-Mannschaft gespielt hatte, gewann er mit dieser den U19-Pokal Italiens im Finale gegen den FC Turin. Am 36. Spieltag der Saison 2013/14 kam er zu seinem Debüt in der Serie A nach Einwechslung gegen selbigen Verein. Dies war in jener Spielzeit das einzige Profispiel, in dem er zum Zug kam.

### AS Rom

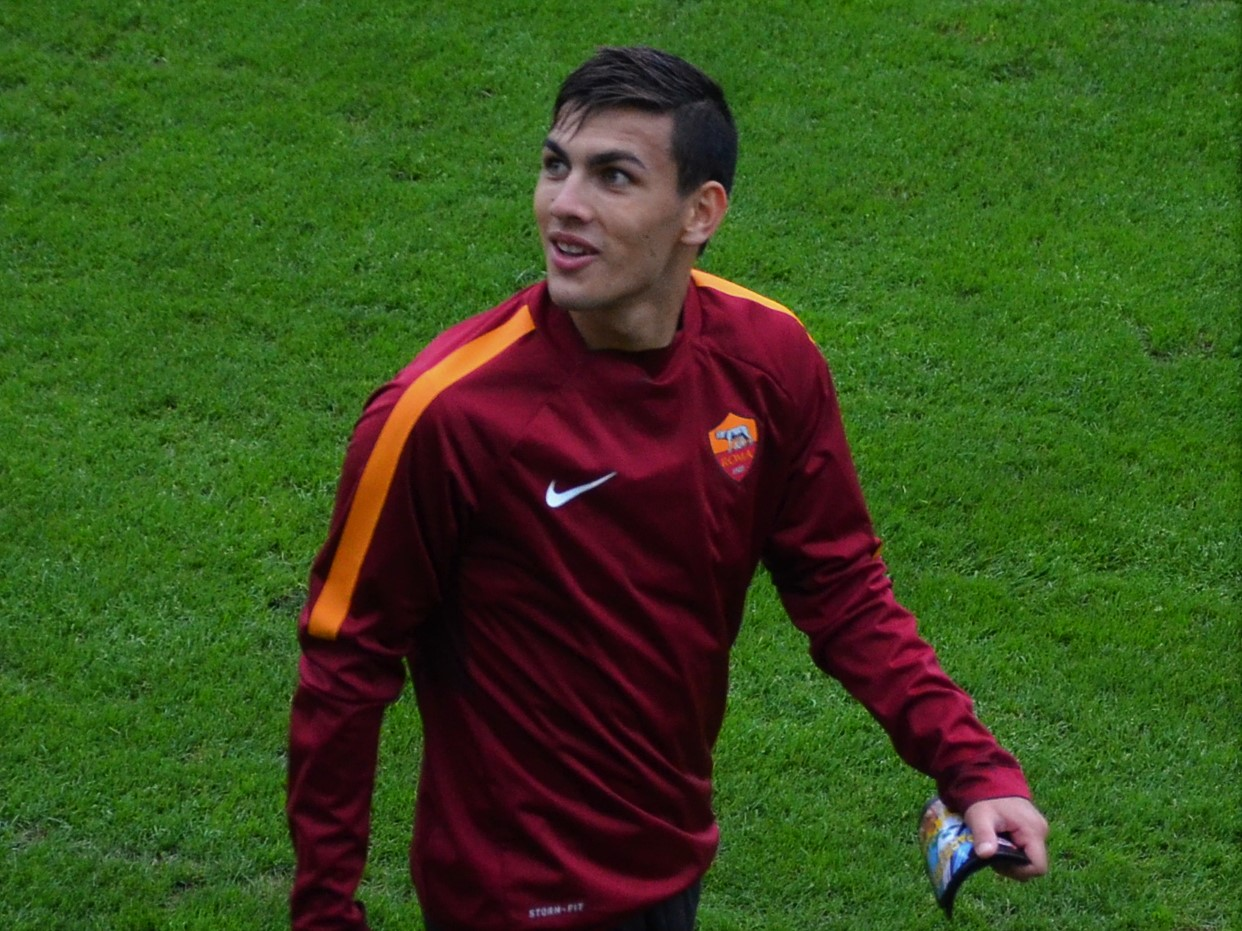
Paredes als Spieler von AS Rom (2014)

Nachdem die AS Rom Paredes verpflichten wollte, jedoch keine Plätze für sogenannte „Nicht-EU-Ausländer“ hatte, verpflichtete Chievo Verona den Spieler zunächst. Zum 19. Juli 2014 wechselte Paredes auf Leihbasis zur AS Rom, der eine Kaufoption auf den Mittelfeldspieler hielt. Am 8. Februar 2015 (22. Spieltag) konnte er bei einem 2:1-Auswärtssieg gegen Cagliari Calcio seinen ersten Treffer in der Serie A für sein neues Team erzielen. Wenige Tage später debütierte er, nach dem Aus in der Gruppenphase in der Champions League in der Europa-League-Zwischenrunde nach Einwechslung gegen Feyenoord Rotterdam. Die Meisterschaft beendete Paredes mit der AS Rom auf dem zweiten Platz, wobei er 2014/15 zu zehn Einsätzen und einem Tor kam. Am Ende der Spielzeit zog der Verein die Kaufoption und verpflichtete Paredes für über sechs Millionen Euro fest. Ende August 2015 bis Mitte 2016 wurde er an den FC Empoli verliehen. Dort trainierte er unter Marco Giampaolo. Während seiner Leihe war er absolute Stammkraft im defensiven Mittelfeld und schoss in seinen 33 Ligaspielen zwei Tore und bereitete einen Treffer vor. Nach seiner Rückkehr konnte er auch in der Hauptstadt überzeugen und kam etablierte sich als Stammspieler in der Zentrale der Römer. Er bestritt 27 Ligaspiele, schoss drei Tore und gab erneut eine Vorlage, wodurch die AS Rom erneut Vizemeister Italiens wurden. Auch in der Europa League und im Pokal war er gesetzt, schied jedoch mit dem Verein im Achtel- und Halbfinale aus.

### Zenit St. Petersburg

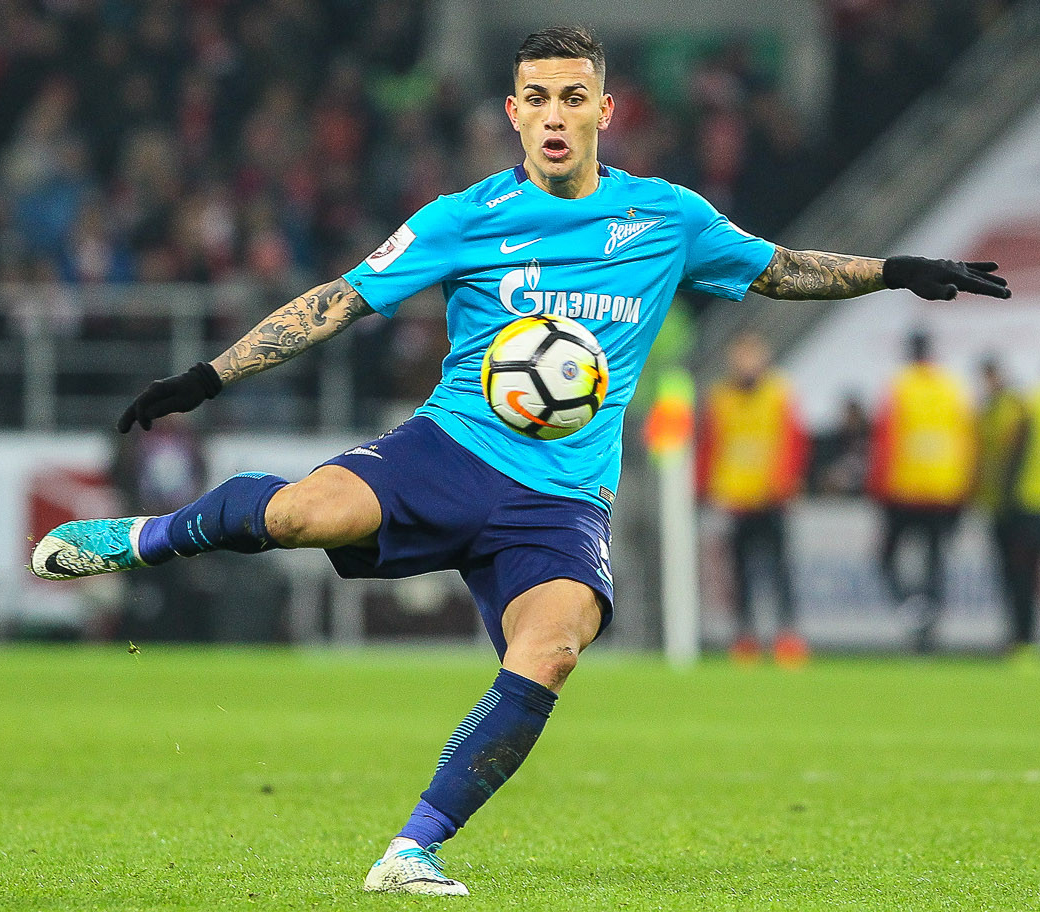
Paredes bei Zenit St. Petersburg (2017)

Im Sommer 2017 wurde Paredes für 23 Millionen Euro vom russischen Erstligisten Zenit St. Petersburg verpflichtet. Hier schoss er im letzten Gruppenspiel der Europa-League-Saison 2017/18 seinen ersten internationalen Treffer im Wettbewerb bei einem 3:1-Sieg über Real Sociedad. In der Liga spielte er 2017/18 28 Partien, wobei er vier Tore schoss und acht Treffer auflegte. In der Europa League war für den Verein nach sieben Einsätzen, einem Tor und drei Vorlagen von Paredes Aus im Achtelfinale gegen RB Leipzig. Bis zur Winterpause der Spielzeit 2018/19 schoss er drei Tore und gab vier Vorlagen in 15 Liga- und 5 Europa-League-Spielen für den russischen Tabellenersten.

### Paris Saint-Germain
In der darauf folgenden Winterpause unterschrieb Paredes bei Paris Saint-Germain in der französischen Ligue 1. Paredes wechselte für 40 Millionen Euro, welche durch Boni auf 47 Millionen Euro anstiegen, nach Paris und unterzeichnete einen Vertrag bis Juni 2023. Daraufhin debütierte er Mitte Februar im Achtelfinale der Champions League bei einem 2:0-Erfolge gegen Manchester United. Nach dem Ausscheiden im Rückspiel spielte Paredes 16 Ligaspiele, wobei ihm zwei Vorlagen gelangen und er mit PSG den Meistertitel gewann, im Finale der Coupe de France jedoch im Elfmeterschießen, trotz von ihm verwandelten Elfmeter, verlor. In der Saison 2019/20 verlor er seinen Stammplatz im Team und kam in den 27 möglichen Ligaspielen nur in 17 Partien zum Zug, gewann allerdings Liga, Supercup, Pokal und Ligapokal Frankreichs. In der Champions League spielte er sechsmal und verlor mit seinem Team im Finale gegen den FC Bayern München, wobei er in der Startelf stand. Auch 2020/21 kam er nicht besonders oft zum Einsatz und spielte lediglich 21 Ligaspiele, wobei er einmal traf. In der Champions League spielte er achtmal und gewann mit PSG den Pokal und Supercup. In der Spielzeit 2021/22 kam er verletzungsbedingt auf 15 Einsätze und erneut ein Tor. Paredes konnte in jener Saison mit der Mannschaft keinen Titel außer der Ligue 1 gewinnen. Nach drei Einsätzen in den ersten fünf Spieltagen und dem Supercup-Gewinn wurde er für den Rest der Saison 2022/23 an Juventus Turin zurück nach Italien verliehen. Für den italienischen Rekordmeister spielte er 25 Mal in der Liga, wobei er einmal traf, viermal in der Champions League und nach dortigem Ausscheiden in der Gruppenphase viermal in der Europa League, wo man im Halbfinale gegen den FC Sevilla verlor.

### AS Rom
Im August 2023 kehrte Paredes für eine Ablöse von ungefähr vier Millionen Euro zur AS Rom zurück und unterschrieb einen Vertrag bis Juni 2025.

### Nationalmannschaft
Paredes debütierte am 12. März 2011 für die U-17-Nationalmannschaft Argentiniens. Insgesamt lief er sechsmal für diese Auswahl auf, wobei er zweimal traf. Am 13. Juni 2017 debütierte er in der A-Nationalmannschaft bei einem Auswärtsspiel in Singapur. Bei dem 6:0-Sieg schoss er direkt sein erstes Länderspieltor und gab dazu noch eine Vorlage. Nach der Weltmeisterschaft 2018, für die er nicht berufen wurde, spielte er in allen neun Vorbereitungsspielen für die Copa América 2019.
Bei dem Turnier spielte er in allen sechs Spielen die vollen 90 Minuten, verlor mit der Auswahl allerdings im Halbfinale gegen Brasilien. Im Spiel um den dritten Platz gewann Paredes mit Argentinien gegen den Titelverteidiger Chile mit 2:1.
Auch für die Copa América 2021 in Brasilien wurde er nominiert und in sechs der sieben Spiele zum Einsatz, wobei man dieses Mal das Halbfinale im Elfmeterschießen gegen Kolumbien gewann. Beim 1:0-Finalsieg am 10. Juli 2021 über den Titelverteidiger Brasilien gewann er mit seiner Mannschaft die Copa América 2021.
In der Qualifikation zur Weltmeisterschaft 2022 spielte er 14 Spiele und konnte so zur Qualifikation als Gruppenerster beitragen. Beim finalen Turnier spielte er fünf Spiele und konnte mit seinen beiden verwandelten Elfmetern in den Elfmeterschießen des Viertelfinals und Finales zum Weltmeistertitel bei seiner ersten WM beitragen.

## Erfolge

### Nationalmannschaft
- Weltmeister: 2022
- Copa-América-Sieger (2): 2021, 2024

### Verein
Boca Juniors
- Argentinischer Pokal: 2012

Chievo Verona
- Italienischer U19-Pokal: 2014

Zenit Sankt Petersburg
- Russische Meisterschaft: 2019

Paris Saint-Germain
- Französische Meisterschaft (3): 2019, 2020, 2022
- Französischer Supercup (2): 2019, 2020, 2022
- Französischer Pokal (2): 2020, 2021
- Französischer Ligapokal: 2020

## Auszeichnung
- Copa América 2019: Mannschaft des Turniers[15]